# Latvijas Gāze
Latvijas Gāze («Латвийский газ») — интегрированное предприятие газоснабжения Латвии до 3 апреля 2017 года, когда от него были отделены компания — системный оператор магистральных газопроводов и Инчукалнсского ПХГ Conexus Baltic Grid и компания по обслуживанию распределительных сетей Gaso. Корни компании восходят к основанной в Риге первой фабрике горючего газа, обеспечивавшей освещение города 678 фонарями. Головной офис компании находится в Риге по адресу улица Вагону, 20.

## История

### Начало газификации
В 1862 году в Риге была основана первая фабрика горючего газа, обеспечивавшая освещение города 678 фонарями. Она находилась на Бастионном бульваре.
В 1875 году была построена газовая фабрика с газгольдерами на Вагонной улице.
В 1939 году общая протяжённость сети газопроводов в Риге достигла 130 км.

### Строительство инфраструктуры в советской Латвии
В 1962 году в Ригу пришёл первый природный газ с Дашавского месторождения на Украине по магистральному трубопроводу, проложенному через Литву.
В 1968 году первый газ был закачан в Инчукалнсское подземное хранилище газа.
В 1972 году был построен магистральный газопровод «Псков — Рига».
В 1973 году в Латвию пришёл газ из месторождений Западной Сибири. Началась массированная газификация республики с замыканием контуров так, чтобы при аварии на одном трубопроводе можно было сразу обеспечить снабжение потребителей с другого. Для этого были проложены двухниточные магистральные трубопроводы высокого давления (до 30 бар).
В 1984 году был построен магистральный газопровод «Изборск — Инчукалнс».
В 1990 году потребление газа в Латвийской ССР достигло рекордной отметки в 3 млрд кубометров в год.

### Создание вертикально интегрированной компании
В 1991 году после распада СССР правительство Латвии переняло всю газовую инфраструктуру и создало государственное предприятие Latvijas Gāze на базе республиканского управления газоснабжения.
В 1997 году состоялась приватизация Latvijas Gāze, его акционерами стали германский Ruhrgas International GmbH и российский «Газпром». Правительство Латвии выручило за эту сделку 80 млн евро и установило для Latvijas Gāze монополию на покупку, транспортировку, хранение и распределение природного газа в Латвии до 3 апреля 2017 года, то есть на 20 лет.

### Инвестиции акционеров в модернизацию
В 1997—2012 годах акционеры вложили в развитие предприятия 500 млн евро, проведена газификация Латгалии, построены новые газопроводы протяжённостью 1400 км. Объём активного газа в Инчукалнсском ПХГ увеличился с 45 % до 52 % и достиг 2.3 млрд кубометров.
В 2001 году началась внутритрубная диагностика магистральных трубопроводов с последующим анализом рисков и разработкой комплексной программы ремонта. Внутритрубная диагностика с этого момента стала обязательным элементом эксплуатации существующих и ввода в строй новых трубопроводов. Как минимум один раз в ход бригады участка Gāzes transports проводили обход трасс трубопроводов с целью физического контроля их состояния, применялся аэроконтроль для предупреждения нелегального строительства в 150-метровой охранной зоне газопровода.
Параллельно совершенствовалась технологическая схема и проводилась реконструкция газораспределительных станций с подключением к параллельным ниткам и организацией подачи газа с двух сторон. При реконструкции магистральных трубопроводов было оборудовано 100 станций катодной и дренажной защиты металла от блуждающих токов, модернизированы приводы запорной арматуры. При реконструкции ГРС они были упакованы в компактные здания контейнерного типа с полной автоматизацией и 100-процентным резервированием мощностей, автономными дизель-генераторами для бесперебойной подачи электроэнергии.
В 2011 году была проведена реконструкция старейшего газопровода между Латвией и Литвой с прокладкой нового дюкера под руслом Даугавы с увеличением диаметра с 500 до 700 мм. Проходка была осуществлена методом горизонтального бурения, длина бурового канала составила 1.4 км.
В 2014 году были проложены новые дюкеры под руслом Гауи методом горизонтального наклонного бурения так, что в нижней точке трубопровод заложили на 21 м ниже русла реки. Применение материалов повышенной прочности позволило отказаться от трёхниточной схемы и обойтись двумя трубами диаметром 720 мм, рассчитанными на рабочее давление 55 бар. Крановые площадки были выведены на возвышенность вне зоны затопления, что на треть сократило расходы на прокладку новых дюкеров.

### Реорганизация и разделение компании
В 2016 году в соответствии с принятыми парламентом изменениями в законе «Об энергетике» вертикально интегрированное Latvijas Gāze подверглось реорганизации, в результате которой от него были отделены компания — системный оператор магистральных газопроводов и Инчукалнсского ПХГ Conexus Baltic Grid и компания по обслуживанию распределительных сетей Gaso.

## Деятельность
Основными направлениями деятельности Latvijas Gāze до 3 апреля 2017 года являлись покупка, транспортировка, хранение и распределение природного газа в Латвии. Предприятие обеспечивает 25,1 % первичных энергоресурсов в стране. В 2016 году потребителям было поставлено около 1,375 млрд м³ газа.
29 июля 2022 года компания объявила, что импортирует газ из России у альтернативного поставщика, отличного от Газпрома, и платит за него в евро, а не в рублях, как того требует Москва. На следующий день «Газпром» объявил о прекращении поставок в Латвию из-за предполагаемого нарушения условий контракта.

## Собственники и руководство
Крупнейшим акционером компании является российское ПАО «Газпром», которое владеет 34 % акций. Ранее принадлежавшие немецкому E.ON Ruhrgas 47,2 % акций в результате реорганизации и смены собственников этой компании теперь разделены между инвестиционным фондом «Marguerite Gas Il S.a r.l.» (28.97 %) и «Uniper Ruhrgas International GmbH» (18.26 %). 16 % акций принадлежит латвийской Itera Latvija. Оставшиеся 2,77 % акций котируются на Рижской бирже по свободному списку.
Совет компании возглавляет Кирилл Селезнёв, правлением руководит Айгар Калвитис, сменивший на этом посту в августе 2015 года долголетнего руководителя компании, профессионального газовика Адриана Дависа.